# Cell Press
Cell Pressはマサチューセッツ州ケンブリッジを拠点とする出版社。

## 概要
主に生物学や医学関連の出版を扱い、セル、Neuron、Structure、Chem等を刊行する。